# Metalectra scoria
Metalectra scoria är en fjärilsart som beskrevs av Achille Guenée 1852. Metalectra scoria ingår i släktet Metalectra och familjen nattflyn. Inga underarter finns listade i Catalogue of Life.